# Iriartea deltoidea
Iriartea es un género monotípico de plantas con flores perteneciente a la familia  de las palmeras Arecaceae.  Su única especie: Iriartea deltoidea,  Ruiz & Pav., Syst. Veg. Fl. Peruv. Chil.: 298 (1798), barrigona es originaria de los trópicos de América donde se  encuentran desde el sur de Nicaragua a Bolivia. Es el árbol más común en muchos bosques.

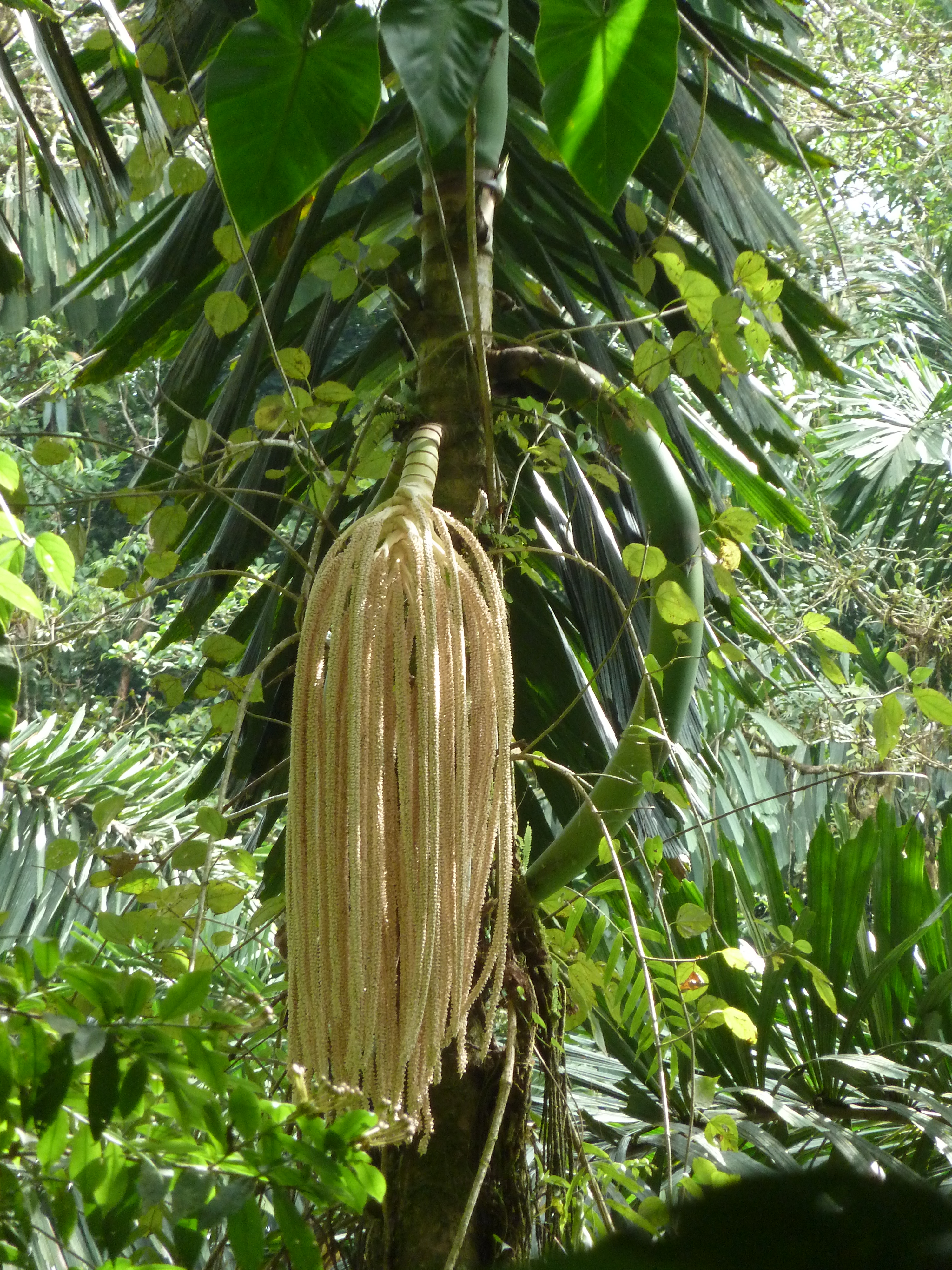
Inflorescencia

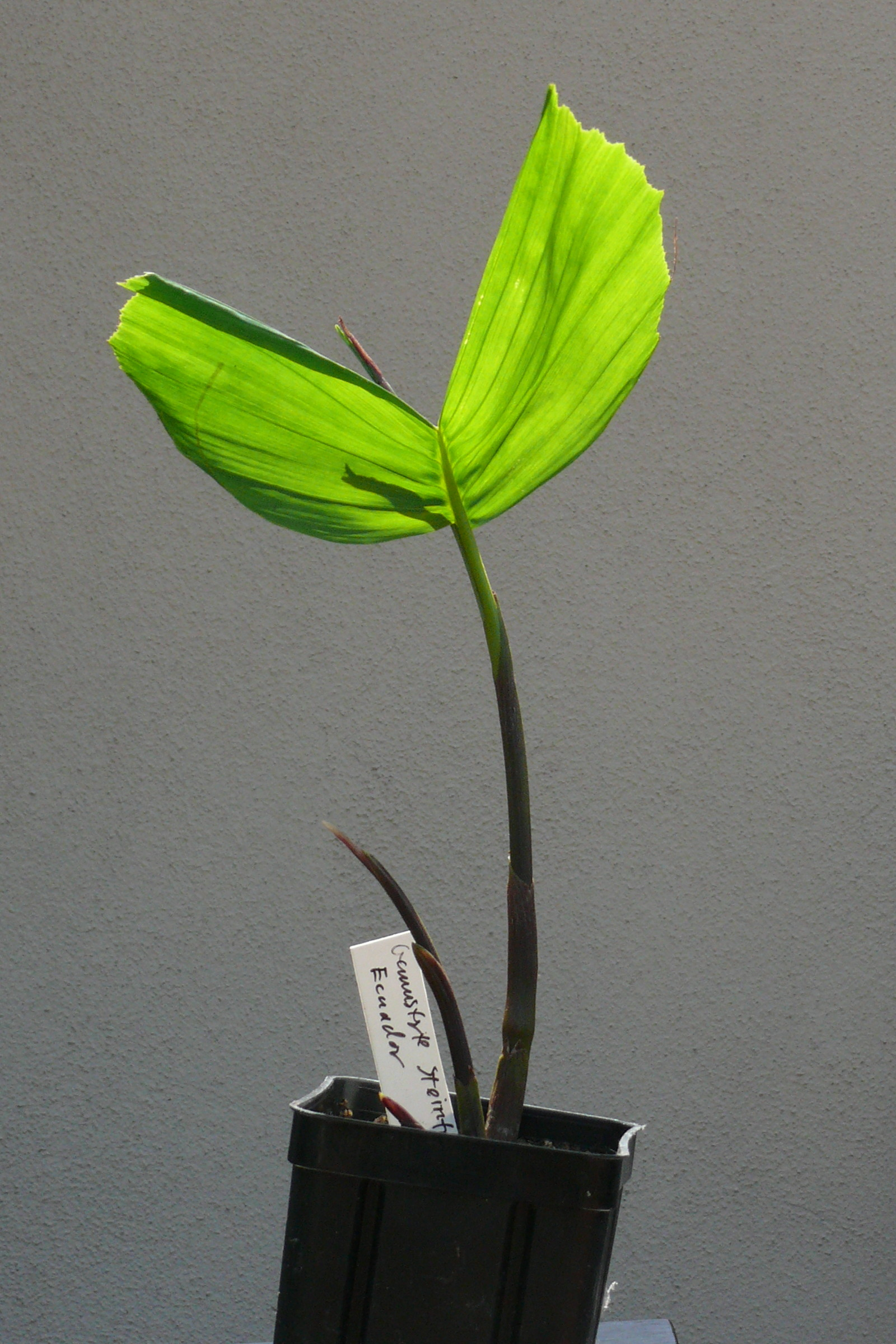
Planta joven

## Descripción
Son árboles que forman el dosel o canopea, creciendo hasta 20-35 m. I.  deltoidea es fácilmente reconocida por el prominente bulto en el centro de su tronco, y por las raíces, que forman un denso cono de hasta 1 m de diámetro en la base, las cuales durante su fase de crecimiento adoptan la forma de un miembro viril. Por lo tanto, puede ser fácilmente distinguida de Socratea exorrhiza (que también tiene raíces zanco).
Las hojas son de hasta 5 m de largo, y pinnadas.  Las numerosas pinnas son en forma de abanico, que nacen en diversos planos.  El fruto es una drupa de 2 cm de diámetro, y principalmente son dispersados por murciélagos.

## Distribución
Se distribuye por Costa Rica, Nicaragua, Panamá, Venezuela, Bolivia, Colombia, Ecuador, Perú y Brasil.

## Etnobotánica
De acuerdo con Galeano (1992) esta palma esta ampliamente distribuida desde Nicaragua hasta Brasil y Bolivia; de la cual se usan sus tallos porque son extremadamente duros y se emplean como material de construcción de viviendas, especialmente para pisos y separaciones de casas. Igualmente Pérez Arbeláez (1978) dice que esta especie sirve para vigas de casas y cercas, y comentan que los indios del sur hacen con ella unas largas trompetas de sonidos largos y tenues para acompañar sus bailes.
Según Gómez y sus colaboradores (1994) las partes que se utilizan en esta palma son las hojas para techar y para teñir otros materiales de color verde claro (Klinger, 1998) el palmito y la semilla tierna para alimentación, y la raíz para construir Muebles, lanzas, cerbatanas entre otros artefactos. El estípite es importante para la construcción de casas indígenas tradicionales y como insumo de madera en general (postes, paredes y pisos) debido a su durabilidad, resistencia y belleza (Veteado negro con tonos amarillos y café). Estas características del material del estípite le dan un valor económico importante a esta palma. Los muebles recubiertos con esta madera costaban 100 dólares dependiendo del tamaño y calidad del acabado. También se resalta el uso de esta madera para parqués con precios bastante altos.
Según Navarro (2013) el principal uso de la barrigona es el dado en construcción en zonas rurales, especialmente para pisos y paredes, de los cuales se dice que pueden durar hasta 30 años. Además del uso en construcción, los tallos eran empleados  por comunidades indígenas para elaborar lanzas , flechas o mazos de guerra. En Colombia, la especie se usa casi en todas las zonas selváticas para la construcción de viviendas . Otros uso antiguos, pero que aún se mantienen en forma aislada  en áreas rurales, son la fabricación de cercas, canales para transportar agua, columnas y puentes. También se elaboran varas que son empleadas en el hilado de la lana.

## Taxonomía
Casi todas las especies en un tiempo situado en Iriartea han sido trasladadas a otros taxones o puestas en sinonimia con I. deltoidea. Dictyocaryum, Iriartella, Socratea y Wettinia  se separaron de Iriartea, pero son parientes cercanos y junto con él, este  género  forman la tribu Iriarteeae. Menos estrechamente relacionados son los géneros Ceroxylon, Drymophloeus, y el monotípico Deckenia nobilis también se presume que son miembros Iriarteeae.
Iriartea deltoidea fue descrito por Ruiz & Pav. y publicado en Systema Vegetabilium Florae Peruvianae et Chilensis 298. 1798.
Etimología
Iriartea: nombre genérico otorgado en honor de Bernardo de Iriarte (1735–1814), diplomático español.
deltoidea: epíteto del latín que significa "deltoide, con forma de delta".
Sinonimia
- Iriartea ventricosa Mart., Hist. Nat. Palm. 2: 37 (1824).
- Iriartea phaeocarpa Mart., Hist. Nat. Palm. 3: 190 (1838).
- Deckeria corneto H.Karst., Linnaea 28: 258 (1857).
- Deckeria phaeocarpa (Mart.) H.Karst., Linnaea 28: 259 (1857).
- Deckeria ventricosa (Mart.) H.Karst., Linnaea 28: 259 (1857).
- Iriartea corneto (H.Karst.) H.Wendl., Bonplandia (Hannover) 8: 102 (1860).
- Iriartea gigantea H.Wendl. in O.C.E.de Kerchove de Denterghem, Palmiers: 262 (1878).
- Iriartea robusta Verschaff. ex H.Wendl. in O.C.E.de Kerchove de Denterghem, Palmiers: 247 (1878).
- Iriartea xanthorhiza Klotzsch ex Linden, Ill. Hort. 28: 31 (1881).
- Iriartea megalocarpa Burret, Notizbl. Bot. Gart. Berlin-Dahlem 10: 921 (1930).
- Iriartea weberbaueri Burret, Notizbl. Bot. Gart. Berlin-Dahlem 10: 921 (1930).[4]